# Marcus Plotius Faustus
Marcus Plotius Faustus (vollständige Namensform Marcus Plotius Marci filius Faustus) war ein im 2. und 3. Jahrhundert n. Chr. lebender Angehöriger des römischen Ritterstandes (Eques).
Durch vier Inschriften, die in Timgad gefunden wurden, sind einzelne Stationen der militärischen Laufbahn (siehe Tres militiae) von Faustus bekannt. Er war zunächst Kommandeur (Praefectus) der Cohors III Ituraeorum, die in der Provinz Aegyptus stationiert war. Danach diente er als Kommandeur (Tribunus) der Cohors I Flavia Canathenorum, die in der Provinz Raetia stationiert war. Zuletzt war er Präfekt der Ala I Flavia Gallorum Tauriana, die in der Provinz Mauretania Tingitana stationiert war.
Die Inschriften werden bei Farkas István Gergő auf 211/217 datiert.